# Национализъм
Национализмът е политическа идеология, построена около силната идентификация на дадена група индивиди с определена нация. Две водещи перспективи разглеждат въпроса за произхода и основите на национализма. Едната е примордиалистичната перспектива, описваща национализма като отражение на древните и вродени еволюционни склонности хората да се организират в отделни групи въз основа на родство; другата е модернистичната перспектива, описваща национализма като скорошен феномен, нуждаещ се от структурните условия на модерното общество, за да съществува.
Възприемането на дадена национална идентичност в контекста на историческото развитие, често е резултат от реакция от страна на влиятелна социална група или групи, неудовлетворени от традиционните идентичности поради несъответствие между определения социален ред и опита на хората в рамките на този социален ред. Неудовлетвореността от това несъответствие води до състояние на аномия, което националистите търсят да разрешат. Аномията произвежда общество или общества, реинтерпретиращи идентичността, като запазват елементите, смятани за приемливи, и отстраняване на елементите, смятани за неприемливи, за да се създаде унифицирана общност. Този процес може да е резултат от вътрешни структурни въпроси или от реакция на съществуваща група или групи спрямо други общности, особено чужди сили, търсещи контрол върху съпротивляващите се общности.
Национализмът често ангажира като изразни средства националният флаг и химн, националните герои, и други символи на националната идентичност.

## Доктрина
Национализмът се основава на съзнателно съпричастно отношение на личността към национални ценности, идеали и исторически стремежи, отстояване на национална идентичност и суверенитет.
Често това се свързва с убеждението, че дадена етническа група има право на държавност, или гражданство на държава, следва да се ограничава до една етническа група, или че мулти-националността в една държава трябва непременно да включва правото да изрази и да упражняват националните идентичности дори от малцинствата.
Национализмът може да включва и убеждението, че държавата е от първостепенно значение, или убеждението, че една държава е естествено да превъзхожда всички други държави. Използва се също, за да се опише движение, което има за цел основаване или защита на родината (обикновено автономна държава) за дадена етническа група. В някои случаи определянето на националната култура е свързано с негативно мнение за другите раси и култури.
От друга страна, национализмът може да бъде представен като колективна идентичност на въображаеми общности, които не са естествено изразени по отношение на езика, расата или религията, а по-скоро представляват социална конструкция от много индивиди, които принадлежат към дадена нация. Национализмът понякога е реакционен, за връщане към националното минало, а понякога и за експулсирането на чужденци. Други форми на национализма са революционни, призовавайки за създаването на независима държава, като родина за дадена етническа общност.
Национализмът подчертава колективната идентичност – един „народ“ трябва да бъде независим, обединен, и да може да изявява единна национална култура. Въпреки това някои националисти подчертават индивидуализма като важна част от собствената си национална идентичност.
Националните знамена, националните химни, както и други символи на националната идентичност често се смятат за свещени и на тях се гледа по-скоро като на религиозни, а не на политически символи. Предизвикват силни емоции. Гелнър и Брюли в своята творба „Нации и национализъм“ съпоставят национализма и патриотизма. „Ако по-благородната дума 'патриотизъм' е заменена с 'граждански/западен национализъм', национализмът като феномен е спрял да съществува“.
Национализмът изиграва изключително положителна роля в ранното капиталистическо развитие на Европа – чрез силно влияние в посока на образуване на официални национални езици и очертаване на ясни културно-икономически граници между народите, образувайки хомогенна национална среда за бурно развитие на културата, науката и икономиката.
Национализмът е преди всичко идеология, която включва следните елементи:
- Съществуването на нацията. Национализмът постулира, че човечеството, по законите на природата се дели на фундаментални единици – автономни и самодостатъчни нации, които се отличават една от друга чрез набор от определени обективни характеристики.
- Суверенно право на самоопределение. Националните проекти могат да се осъществяват само в собствената държава. Нацията има право да образува своя държава, която трябва да включва в себе си всички членове на нацията[24]. За всяка постоянна териториално-административна единица политическите граници трябва да съвпадат с културно-етническите. По този начин, нацията притежава висшата (суверенна) власт над ясно очертана територия, в пределите на която живее достатъчно еднородно население.
- Първичност на нацията в държавообразуващия процес. Нацията се явява източник на цялата политическа власт. Единственият легитимен тип правителство е националното самоуправление. Всеки член на нацията има право непосредствено да участва в политическия процес. По този начин, национализмът символично се приравнява народа с елита.
- Национално самоопределение. Национализмът счита за необходимо единството на езика и културата за цялото население в рамките на административно-териториалната единица. Хората се отъждествяват с нацията заради свобода и самореализация. От друга страна, нацията гарантира членство и самоидентификация даже на тези, които не се чувстват част от никаква друга група[25].
- Солидарност. Единството се постига за сметка на обединяването на хората въз основа на любов и братство, а не чрез налагане на определена култура. Важно е членовете на нацията да почувстват ползата от солидарността и да действат не поотделно, а заедно[22], съобразявайки своите усилия със стремежите на другите.
- Нацията като висша ценност. Предаността на индивида към националната държава превишава индивидуалните или груповите интереси. Задачата на гражданите е да поддържат легитимността на своята държава. Укрепването на националната държава е главно условие за всеобща свобода и хармония.
- Всеобщо образование. Хората, съставляващи нацията, трябва да имат достъп до образование, което е необходимо за участието в живота на съвременното общество.

Национализмът подчертава различията, колорита и индивидуалността на нацията. Тези отличителни черти носят културно-етнически характер. Националното самосъзнание способства за идентификацията на съществуващите външни влияния в областта на културата и за рационалния анализ на перспективите за продължаващо заимстване от други култури в полза на своята нация..
Освен това национализмът разглежда нацията като еквивалент на индивида, като социологически организъм. Равенството на хората пред закона, независимо от социалния им статус или произход, е аналогичен на равенството на нациите независимо от размера или силата им, от гледна точка на международното право. В представите на националистите, нациите имат способности или да се чувстват жертви. Нацията също така обединява настоящето поколение с миналите и бъдещите, което мотивира хората към пълна отдаденост, до степен, че са готови да се жертват за нейното спасение..
Свързани с тази концепция са такива понятия като „национални ценности“, „национални интереси“, „национална безопасност“, „национална независимост“, „национално самосъзнание“ и др.
Макар че горното се отнася до национализма като цяло, негови разновидности могат да повдигнат и други идеологически изисквания: формирането на нацията около определена етническа група (националност), универсален равен правен статут и др. Поради това, национализмът може да се раздели на различни типове.

## Типология на национализма
В зависимост от характера на поставените цели, в съвременния свят се формулират няколко типа национални движения. Най-широко се използва класификацията на Ханс Кон, който въвежда понятията политически и етнически национализъм. По-голямата част от специалистите (включително самия Кон) считат, че всяка зряла нация съдържа в себе си и двата компонента.

### Граждански национализъм
Гражданският национализъм (други названия: революционно-демократически, политически, западен национализъм) утвърждава, че легитимността на държавата се определя от активното участие на гражданите ѝ в процеса на вземане на политически решения, тоест, степента, в която държавата представлява „волята на нацията“. Основният инструмент за определянето на волята на нацията е плебисцитът, който може да е под формата на избори, референдум, допитване, открита обществена дискусия и др. При него, принадлежността на индивида към дадена нация се определя на основата на доброволен личен избор и се отъждествява с гражданството. Хората са обединени от равния си политически статус като граждани, равния си правен статус пред закона, личното желание да участват в политическия живот на нацията, привързаността си към общи политически ценности и общата гражданска култура. Същественото е, че нацията е съставена от хора, които искат да живеят заедно на една и съща територия.
В рамките на гражданския национализъм се различават следните видове:
- Държавен национализъм – твърди, че нацията се формира от хора, подчиняващи собствените си интереси на задачата за укрепване и поддържане на силата на държавата. Този вид национализъм не признава независими интереси и права, свързани с полова, расова или етническа принадлежност, доколкото се предполага, че подобна автономия нарушава единството на нацията.

- Либерален национализъм – поставя ударението върху либералните ценности и твърди, че съществуват общочовешки ценности, по отношение на които патриотичните нравствени категории заемат подчинено положение. Либералният национализъм не отрича приоритета по отношение на тези индивиди, които са по-близки към общността, но смята, че не трябва да бъде за сметка на други.

### Етнически национализъм
Eтнически национализъм (други названия: етнонационализъм, културно-етнически, романтичен, източен национализъм) – смята, че нацията се явява фаза от развитието на етноса и отчасти се противопоставя на гражданския национализъм. Понастоящем „националистически“ се наричат по правило тези движения, които акцентират на етнонационализма. От неговата гледна точка, индивидите на нацията са обединени от общото наследство, език, религия, традиции, история, кръвната връзка на основата на общия произход, емоционалната привързаност към земята, така че те всички заедно образуват един народ, кръвнородствено съобщество. За да са в основата на национализма, културните традиции и етническата принадлежност трябва да съдържат в себе си общоприетите представи, които са способни да бъдат ориентир за обществото.
Понякога, при класификацията се отделя „културен национализъм“, така, че етническият национализъм като цяло е по-тясна концепция.
Изначалният етнически национализъм счита, че нацията се основава на общ реален или предполагаем произход. Принадлежността към нацията се определя от обективни генетични фактори. Поддръжниците на този тип смятат, че националната самоидентификация има древни етнически корени и затова има естествен характер. Те настояват за самоизолация на културата на етническото мнозинство от другите групи и не одобряват асимилацията.

### Ултранационализъм
Крайният национализъм нерядко се асоциира с екстремизма и води до остри вътрешни или междудържавни конфликти. В повечето страни крайният национализъм официално е признат за обществено опасно явление.
Желанието на една нация, съществуваща в друга страна, да се отдели в отделна държава, води до сепаратизъм.
Радикалният държавен национализъм е ключов за идеологиите на фашизма и нацизма. Много етнически националисти споделят идеите за национално превъзходство и национална изключителност (вж. шовинизъм), както и за културна и религиозна нетърпимост (вж. ксенофобия).
Редица международни документи, в това число Всеобщата декларация за правата на човека и Международната конвенция за ликвидация на всички форми на расова дискриминация, осъждат етническата дискриминация и я поставят извън закона.
Характерната за национализма размитост на идеологията и еклектичната структура на политическите движения често дават възможност за „политика на двойните стандарти“. Например, стремящата се към съхранение на своята култура „нация-хегемон“ е обвинявана в държавен шовинизъм, борбата на малките народи за национална независимост се нарича сепаратизъм, и т.н.

## Нация
Нацията е общност от хора, характеризираща се със съзнанието за еднаква историческа и културна принадлежност, живееща на обща територия, обединена от общ език и организирана в държава.
Национализмът разглежда нацията като даденост. Идеята за нацията се основава на истории, спомени и традиции, които се предават от поколение на поколение. Нейното съществуване обикновено се разглежда като плавно продължение на историческия етнос, или се свързва с определен исторически момент от основаването си.
В действителност, нацията – това е притежаваща самосъзнание общност от хора, с припокриваща се културна и политическа самоидентификация, възникнала исторически вследствие на привързаността им към определена територия. От една страна, тази общност е въображаема: всеки неин член носи в себе си образа ѝ, представя си границите ѝ, чувства връзките ѝ и е убеден във върховната ѝ власт. Човек си представя живота си като траектория по общия път, паралелна на живота на хиляди негови сънародници, които никога не е виждал и няма да види. При това хората, образуващи нацията и обединени от общи симпатии, се посвещават на общо дело, желаят да са под единно управление и желаят то да бъде съставено от техни представители..
От друга страна, корените на повечето нации са съсредоточени около доминиращ етнически център. По-голямата част от индивидите споделят общ начин на живот и изпитват привързаност към територията на съвместното им съществуване с познат и разпознаваем ландшафт. С течение на времето, съвместното съществуване води до появата на външни прилики и до формирането на етническа група, чиито представители вярват в общия си генеалогичен произход по силата на сходната си външност, обичаи или исторически спомени.
Все пак, националното самосъзнание принципно се отличава от етническото, доколкото се формира в процеса на осъзнаване от обществото на неговите интереси по отношение на държавата. В същото време, етническото самосъзнание се състои във взаимоотношенията на една етническа общност с други. Етническите групи по принцип не са обвързани с конкретна територия, а за нацията не е задължително да се основава на митове за общо потекло.

## История
Национализмът е продукт на модерната епоха. През Средновековието повечето хора проявяват лоялност по-скоро към града, в който живеят, или към определен владетел, отколкото към собствената си нация.
Терминът национализъм за първи път е използван през 70-те години на XVIII в.от немския философ Йохан Готфрид фон Хердер. Точно кога и къде възниква национализмът е трудно да се определени, но развитието му е тясно свързано с това на модерната държава и опитите за създаване на национални държави, сред които Френската революция и Американската революция. В Новия свят ярко проявление на национализма са борбите на местно равнище срещу испанския колониализъм. Към 1815 г. национализмът е вече една от водещите идеологии в Европа. Сред народите в Азия и Африка започва да се събужда към края на XIX в. През втората половина на XIX в. национализмът започва да подрива основите на Австро-унгарската, Руската и Османската империя; формират се редица националноосвободителни движения, сред които и такова в българските земи.

## Национализмът по света

### Във Великобритания
В периода на Славната революция, англичаните се намират под силното влияние на калвинизма. Появата на идеята за лична свобода и надежда за разпространението ѝ по целия свят предизвикват аналогии със сюжети от Библията. Ето защо национализмът тогава придобива форма, в която англичаните се отъждествяват с древния Израел.
През 1707 г. Англия се обединява с Шотландия, превръщайки се във Великобритания. През 1801 г. в състава ѝ влиза Ирландия. По-късно тези територии, заедно с колониите образуват Британската империя. До средата на 20 век, жителите на империята формално са поданици на краля. Към това се отнасят положително дори тези англичани, които в същото време съчувстват на освободителната борба на народите от Британската общност, доколкото това подчертава солидарността им с тези народи. Едва след 1948 г., в резултат на Акта за националност, поданиците стават граждани. От 1970-те години британската самоидентификация придобива расов оттенък, и съгласно новото законодателство, безусловно право на живеене в страната имат само лица, получили гражданство във Великобритания, както и техните потомци.

### Във Франция
Във Франция след революцията от 1789 г., национализъм означава привързаност към прогресивната идея за свобода и равенство. До революцията, самоидентификацията основно е по региони (провансалец, беарнец, гасконец и т.н.) или по религии (католик или протестант). След основаването на републиката, всички хора (в това число и в колониите) формално стават равни граждани – французи. В началото на 19 век, по-голямата част от населението не говори държавния език. Благодарение на факта, че образованието започва да се води на френски, към края на 19 век броят на гражданите, неговорещи езика, значително е съкратен..
Въпреки усилията за изграждане на гражданска нация, Франция не остава безучастна към призивите на крайния етнически национализъм, който се проявява в подем на антисемитизма след панамския скандал от 1892 г., сътрудничество на част от французите с нацистите по време на Втората световна война и англофобия в днешно време. Освен това френският национализъм често проявява нетърпимост към културните прояви, противоречащи на традициите, например, носенето на забрадки на обществени места
В съвременна Франция второто поколение имигранти автоматично получава гражданство, което открива възможности за по-нататъшната им асимилация.

### В Германия
Национализмът в Германия възниква като реакция на окупацията на Наполеон. Начело с Хердер и Фихте, немските националисти считат, че Германия се корени в древния немски етнос и че политическите критерии за включването в нацията са несъществени. Например, Фихте в своето „Обръщение към германската нация“ (1807 г.) твърди, че немците се характеризират с оригиналния език и проследимата до древните времена природа на германския характер, което и ̀придава метафизичен национален дух. Въпреки това, ако в миналото историята на германския народ не е зависела от него, то в бъдещето, според Фихте, германците са длъжни сами да управляват собствената си история. Този призив е повторен от други немски философи и писатели, в резултат на което възниква романтизма.
В този период, етническите германци населяват териториите на много страни (Австрия, Прусия, Русия и др.) Пангерманизмът се стреми към приобщаването им в границите на единна държава. Важна победа на национализма става обединението на Германия през 1871 г. През 20 век, идеологията на националсоциализма взима много елементи на крайния национализъм. Нацистите считат, че Германия трябва да разшири границите си, за да обхване цялата територия, населявана от немци. В резултат на поражението във войната, Германия се отказва от тези твърдения.
Въпреки това, до началото на 21 век гражданство в Германия се е давало предимно на етнически германци, а другите имигранти са преживявали сериозни трудности при получаване на гражданство.. По време на проучвания на общественото мнение, проведено в Германия в началото на 2009 г., 83% от всички анкетирани заявяват, че са горди от факта, че са германци. Според германската служба за защита на Конституцията, десните екстремисти в Германия за 2009 г. са се увеличили с една трета, като експертите приписват това на влошаващата се икономическа ситуация и на падането на жизнения стандарт, заради глобалната финансова криза..

### В САЩ
От времето на Войната за независимост, американците считат нацията си за флагман на човечеството по пътя към свобода на личността, равенство и всеобщо щастие. Това се комбинира с федерализма, идеите за равенство на щатите и върховенството на местното самоуправление, така че много американци се самоопределят предимно с родните си щати и разглеждат нацията като единение в името на общите цели.
При възникването на САЩ, представите за нацията включват расови, полови и имуществени ограничения, в частност, робите негри са изключени от нея. От расизма страдат и други малцинства: така, по време на Втората световна война над сто хиляди американци от японски произход са затворени в концлагери. Ефективните закони, забраняващи расовата дискриминация, са приети едва през 1960-те години.
В началото на ХХ век, значително политическо влияние в страната получават движенията на англосаксонските протестантски националисти, поддържащи ограничаването на имиграцията и насърчаване на асимилация на имигрантите. Тяхна противотежест е Американското прогресивно движение, подкрепящо либералния национализъм, който е важен елемент от вътрешната политика.
В съвременните Съединени щати всяко лице, родено в страната, е неин гражданин. В същото време, получаването на гражданство в друга страна, не лишава лицето от американско такова (американец може да бъде лишен от гражданство само при доброволен отказ). От 1892 г. всички ученици са длъжни всяко утро произнасят Клетвата за вярност към знамето на САЩ: „Кълна се във вярност към моето знаме и републиката, която то символизира: една неделима нация със свобода и справедливост за всички“. Американците считат своето общество като смес на множество имиграционни субкултури, въпреки доминиращия принос на протестантската англосаксонска култура. Провежданата политика поддържа високо ниво на националната гордост на американците, независимо от имиграционното им минало. Ведно с това, в обществото се наблюдава разпространение на вторичните форми на самоидентификация: афроамериканци, испаноамериканци и др. В САЩ няма държавен език, макар че в много щати всички официални документи трябва да се издават поне на английски.
Ярък пример за националната традиция, поддържан от всички етнически групи, е ежегодно отбелязвания Ден на благодарността. Празникът представлява тържества в чест на митологични събития, които изобразяват Америка като убежище за имигрантите, които търсят свобода и плодородна земя, и където различните култури могат да съществуват заедно в мир.

### В Индия
Национализмът в Индия се засилва в края на 19 век, във връзка с борбата с британския империализъм. Националистите считат, че Индия е длъжна сама да осъществява собствената си политика; че свободна Индия е способна да бъде единна територия; че индусите са обединени от религията на (индуизма). Основната победа на индийския национализъм става придобиването на независимост през 1947 г. При това обаче, един от сериозните проблеми става избора на държавен език, в резултат на което те са два: хинди и английски. Основните трудности при създаването на гражданската нация са острите етнически и религиозни конфликти, които, в частност, довеждат до отделянето на Пакистан.

## Употреба
Национализъм приблизително съответствува на патриотизъм и е противоположно понятие на космополитизъм, глобализъм и интернационализъм. В общественото пространство от различни групи хора, зад които стоят различни интереси, се води кампания за налагане на отрицателно значение на едната група понятия за сметка на другата. 